# Dennis Lehane
Dennis Lehane (* 4. srpna 1965 Boston) je americký spisovatel, autor detektivních románů. Mezi jeho první knihy patří A Drink Before the War a Gone, Baby, Gone, podle které byl v roce 2007 natočen stejnojmenný film. Mimo tohoto románu byly podle jeho knih natočeny filmy Tajemná řeka v roce 2003 (kniha vyšla v roce 2004 v překladu Roberta Křesťana) a Prokletý ostrov v roce 2010.

## Život
Narodil se v americkém Bostonu ve čtvrti Dorchester. V okolí Bostonu strávil velkou část svého života a napsal i většinu svých knih. V současnosti žije v jižní Kalifornii. Je nejmladším z pěti dětí a oba jeho rodiče emigrovali do Spojených států amerických z Irska. Je absolventem Boston College High School a Eckred College, kde také nalezl svou vášeň pro psaní. Se svou první manželkou Sheilou Lawn se rozvedl a vzal si lékařku Angelu Bernardo, se kterou má jednu dceru Tessu.